# Léo Latil
Pour les articles homonymes, voir Latil.
Léopold Joseph Charles Latil, dit Léo Latil, né à Aix-en-Provence (Bouches-du-Rhône) le 10 mai 1890 et mort à Souain (Marne) le 27 septembre 1915, est un poète français, tué au combat au cours de la Première Guerre mondiale.

## Biographie
Fils du docteur Victor Latil, médecin en chef de l'Hôtel-Dieu d'Aix-en-Provence, Léo Latil était licencié en philosophie de la faculté d'Aix-en-Provence et licencié en droit puisqu'il préparait l'agrégation de droit.
Réserviste de la classe 1910, exempté en 1911 pour « faiblesse irrémédiable », il est néanmoins déclaré bon pour le service en septembre 1914. Incorporé d'abord au 159e régiment d'infanterie en octobre, il passe au 99e en février 1915 avant d'être, début mai, versé avec son bataillon de marche au 67e RI, qui a été « fort abîmé aux Éparges ». Alors que le 67e RI est engagé dans la seconde bataille de Champagne le 27 septembre 1915, le sergent Latil est d'abord blessé au bras  mais refuse de se laisser évacuer. Lors d'une seconde attaque lancée le soir même contre la tranchée de Lubeck, tenue par les Allemands, il est tué d'une balle en pleine poitrine, à l’ouest de la ferme de Navarin, au nord de Souain.
Les lettres qu'il avait écrites entre le 2 novembre 1914 et le 27 septembre 1915 furent publiées en 1916 puis, accompagnées de lettres de camarades de combat, sous forme d'un recueil intitulé Lettres d'un soldat.
Francis Jammes voit en lui, dans La Croix, « une voix pure qui ne s'est point tue, mais qui a été rappelée ». Armand Lunel le décrit comme « un ami très tendre et très pur (...) l'élève préféré du maître aixois, le grand philosophe Maurice Blondel ». Maurice Barrès lui consacre une dizaine de pages dans Les diverses familles spirituelles de la France.

## Œuvres
- Léo Latil, Poèmes, Rio de Janeiro, 1917, 42 p. (lire en ligne)
- Léo Latil, Lettres d'un soldat, Paris, Bloud et Gay, 1918, 48 p. (lire en ligne)

## Mises en musique
Son ami le compositeur Darius Milhaud a mis en musique plusieurs de ses poèmes :
- Trois Poèmes de Léo Latil, op. 2 − 1910-1916 (Prière à mon poète et à la petite Bernadette, sa fille, Clair de lune, Il pleut doucement)
- Quatre Poèmes de Léo Latil, op. 20 − 1914 (pub. 1920) (L'Abandon, Ma douleur et sa compagne, Le Rossignol, La Tourterelle)
- Quatuor à cordes n° 3 avec soprano, op. 32 − 1916 − le texte est un extrait du journal de Léo Latil.
- Poème du journal intime de Léo Latil, pour baryton et piano, op. 73 − 1921

## Distinction
Croix de guerre 1914–1918, étoile de bronze : « sous-officier d'une rare bravoure, absolument remarquable aux attaques des 26, 27 et 28 septembre 1915. A été tué en entraînant sa demi-section à l'assaut ».